# Hôtel de ville de Béthune
L'hôtel de ville de Béthune est situé à Béthune, dans le département du Pas-de-Calais, en France.

## Historique

### La Grand'Place face aux bombardements.
L'hôtel de ville de Béthune est construit en 1811, avec une première façade, à la place identique de l'hôtel de ville actuel. Entre 1914 et 1918, la ville subit les bombardements de la Première Guerre mondiale. En mai 1918, la Grand'Place est bombardée par l'armée allemande. Après quatre jours d'incendies, seul le beffroi est resté debout sur la Grand'Place, toutes les bâtisses alentour sont détruites, y compris l'hôtel de ville.

#### La Grand'Place face à la reconstruction et un nouveau style.
Après 1918, toute la Grand'Place est à reconstruire. Des travaux commencent le 8 juillet 1920.
Dans un premier temps, il est convenu que Louis-Marie Cordonnier soit l'architecte de l'hôtel de ville. L'architecte souhaite implanter l'hôtel de ville au centre de la place, autour du beffroi. Mais l'architecte voit son projet rejeté par la ville de Béthune qui souhaite introduire l'hôtel de ville à son emplacement d'origine.
En 1926, la ville de Béthune mène une campagne de restauration, réunissant onze candidatures. 
La candidature de Jacques Alleman est retenue par la municipalité. L'architecte est contraint de respecter les souhaits de la ville et n'a qu'une parcelle de 15 mètres de large et de 30 mètres de profondeur afin d'ériger le nouvel hôtel de ville.
Jacques Alleman adopte un Art déco. Il opte pour les mêmes solutions architecturales pour l'ensemble des bâtiments de la place. Concernant la façade de l'hôtel de ville, il décide d’apposer les décorations de la légion d’honneur et de la croix de guerre, remise par le président de la République française Raymond Poincaré le 28 décembre 1919 en hommage aux sacrifices de la ville lors de la Première Guerre mondiale.
Après onze années d'attente, Béthune possède un nouvel hôtel de ville. Il est inauguré le 7 avril 1929 par le maire Alexandre Ponnellle.
Le 4 octobre 2001, l'hôtel de ville est classé aux Monuments Historiques pour ses vitraux en dalles martelées, ses ferronneries et ses mosaïques. 

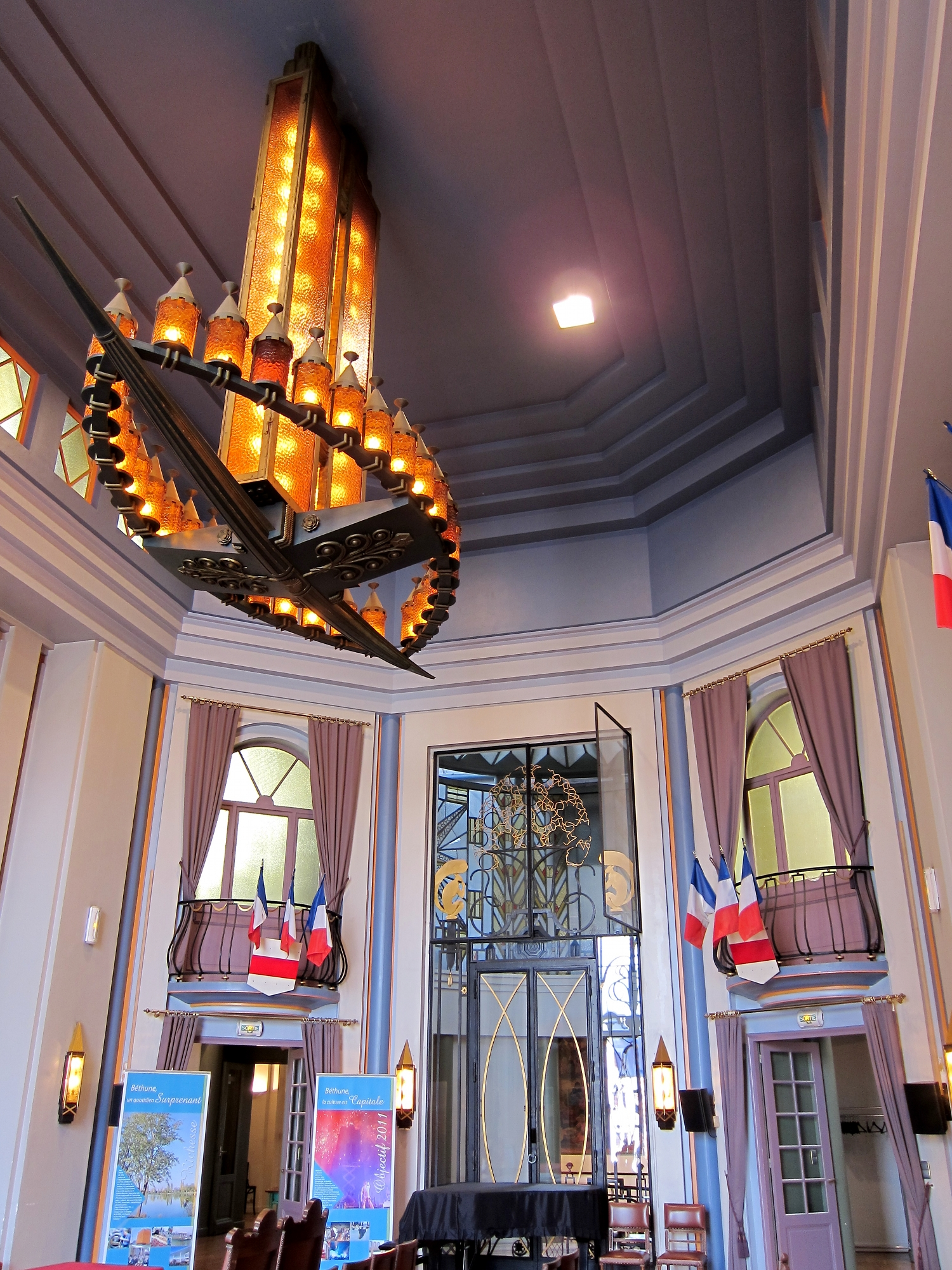
Grand salon de lhôtel de ville.

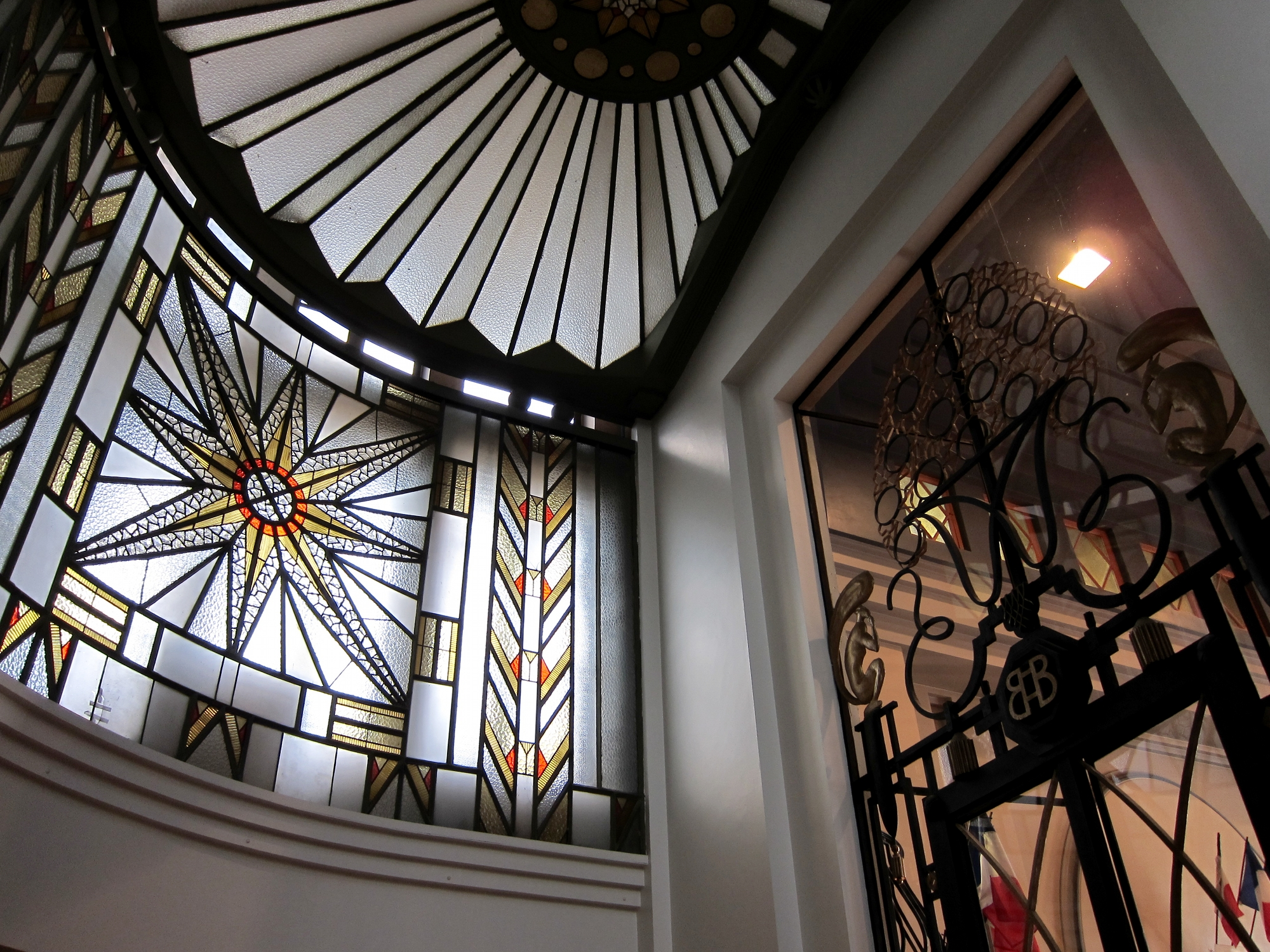
La verrière.